# Estación Larrechea (Belgrano)
Larrechea era una estación de ferrocarril ubicada en la localidad homónima, departamento San Jerónimo, provincia de Santa Fe, Argentina.

## Servicios
No presta servicios de pasajeros ni de cargas.
Sus vías correspondía al ramal F5 del Ferrocarril General Belgrano.
La estación fue habilitada a finales del siglo XIX por el Ferrocarril Provincial de Santa Fe. Su clausura se efectuó en los años 1960.